# Tanja
Tanja je žensko osebno ime

## Različice imena
Tanija, Tatjana, Tatijana Tania, Tanya Tanjana, Tanjuša

## Izvor imena
Ime Tanja je ruska skrajšana oblika iz imena Tatjana. Druga skrajšana ruska oblika oblika imena Tatjana je Tjaša.

## Pomen
Tania, kot ime uporabljajo na zahodu, pa izhaja iz imena Titania, kar v osnovi pomeni »velikan« (zato ni presenetljivo, da so najbolj mogočno ladjo s kasneje najbolj tragično usodo poimenovali Titanic). V srednjeveški folklori je bila Titania Oberonova žena in vilinska kraljica. Drugače Tanja pomeni tiha, mirna.

## Pogostost imena
Po podatkih Statističnega urada Republike Slovenije je bilo na dan 31. decembra 2007 v Sloveniji 7.881 nosilk imena Tanja. Ime Tanja je bilo po pogostosti uporabe tega dne na 25. mestu. Uporaba izpeljank imena: Tania (7), Tanija (21), medtem ko imena Tanya, Tanjana in Tanjuša niso bila uporabljena.

## Osebni praznik
V koledarju je Tanja uvrščena k imenu Tatjana, ki praznuje god 12. januarja.

## Znane osebe z imenom Tanja
Tanja Ribič, Tanja Žigon, Tanja Grmovšek, Tanja Žagar, Tanja Bivic, Tanja Starič, Tanja Borčič-Bernard

## Glej tidi
- seznam osebnih imen na T
- seznam najpogostejših imen v Sloveniji